# Prosciutto di Parma
Il prosciutto di Parma  è un salume tipico della provincia di Parma; più precisamente la zona di produzione è posta 5 km a sud della via Emilia, fino ad un'altitudine non superiore a 900 m, delimitata ad est dal torrente Enza e ad ovest dal torrente Stirone. È celebre in tutto il mondo e si contraddistingue oltre che per le peculiarità nutrizionali (unici ingredienti sono carne suina e sale, senza additivi né conservanti) anche per la "corona", il marchio che viene impresso a fuoco solo sull'originale.

## Storia
La tradizione plurisecolare degli insaccati risulta ordinata, come attività a sé stante, solo alla fine del Medioevo, dall'Arte dei Lardaroli, originatasi per specializzazione dalla più forte Arte dei Beccai.
Ma la fama del prosciutto di Parma, esclusiva specialità dei lardaroli parmensi, affonda le sue radici in tempi ancor più lontani, all'epoca romana. Parma, allora situata nel cuore della Gallia Cisalpina, era rinomata, come ricorda Varrone nel De re rustica, per l'attività dei suoi abitanti che allevavano grandi mandrie di porci ed erano particolarmente abili nel produrre prosciutti salati. Lo stesso Catone delinea già nel II secolo a.C., nel suo De agri cultura la tecnica di produzione, sostanzialmente identica all'attuale.
Risalendo il corso dei secoli, del prosciutto e della tecnica di preparazione parlarono Polibio, Strabone, Orazio, Plauto e Giovenale. John B. Dancer scrive che quando Annibale nel 217 a.C. entrò in Parma e fu accolto come liberatore, gli abitanti per festeggiare gli offrirono delle cosce di maiale conservate sotto sale dentro dei barili di legno che lui apprezzò moltissimo. 
Riferimenti gastronomici al prosciutto di Parma si trovano nel "Libro de cocina" della seconda metà del Trecento, nel menu delle nozze Colonna del 1589, nel prezioso testo di Nascia, cuoco di Ranuccio Farnese nella seconda metà del XVII secolo. Il prosciutto fa capolino tra le rime del Tassoni e nei consigli dietetici del medico bolognese Pisanelli.
Il primo ministro di don Filippo di Borbone, Guglielmo Du Tillot, aveva studiato un piano per la realizzazione, a Parma, di due macelli per suini, per valorizzare e incrementare la locale industria dei salumi.
Lo sviluppo di questa tradizione fu senz'altro influenzato dalla presenza nella zona di Parma di sorgenti saline come ad esempio quelle di Salsomaggiore. La primitiva fase, interamente artigianale, si è progressivamente sviluppata fino ai nostri giorni verso un processo di industrializzazione che, migliorando sensibilmente le condizioni igieniche, ha saputo mantenere intatte le caratteristiche tradizionali del prodotto.
Per proteggere la qualità di questo crudo, gli stessi produttori nel 1963 hanno costituito il Consorzio del prosciutto di Parma, che, da allora, vigila sulla lavorazione e sulla scelta della materia prima. Inoltre, la Comunità Europea ha conferito nel 1996 al prosciutto di Parma il riconoscimento denominazione di origine protetta (DOP). Il marchio necessita la registrazione di disciplinari di produzione e il rispetto degli stessi da parte di chiunque intenda avvalersene.

## Etimologia
Le ipotesi sono diverse ma tutte concordano sul fatto che prosciutto stia per prosciugato. Secondo alcuni etimologi, la parola è composta dalla particella pro - che indica anteriorità - e dal verbo latino exsuctus, participio passato di exsugere (spremere, inaridire). Altre traduzioni propendono per prae suctus (succhiato) o per perexsuctum. Quest'ultima teoria è stata adottata ufficialmente dal Consorzio del prosciutto di Parma.In ogni caso, poco cambia e l’etimologia deriva comunque dalla lavorazione: una volta macellata, la coscia del maiale viene salata perché il sale prosciughi la carne e blocchi lo sviluppo dei batteri permettendo così la conservazione.

## Caratteristiche
Prosciutto crudo dal sapore dolce e raffinato, è una pietanza a basso contenuto calorico, ma dal gusto intenso. L'unico conservante ammesso dal disciplinare, tra l'altro in quantità minore rispetto ad altri tipi di prosciutto crudo, è il sale. Oltre al sale non vi sono additivi (nitriti, nitrati o altro). Studi biomolecolari hanno dimostrato che il prosciutto mantiene il colore rosso naturale grazie al processo naturale di stagionatura del prodotto (proteolisi).

## Produzione

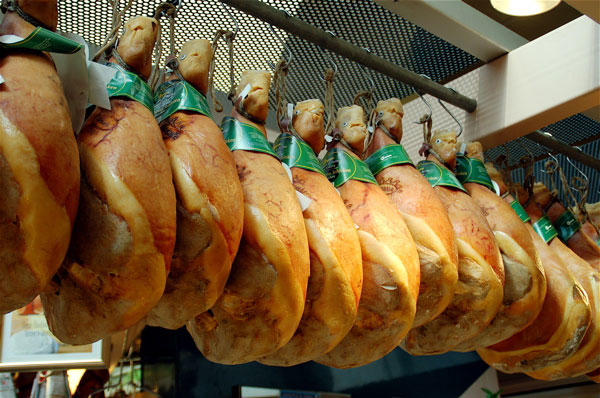
Prosciutti di Parma

Il prosciutto di Parma conta su circa 134 produttori (dati 2022) concentrati nella parte est della provincia di Parma, in particolare nella zona di Langhirano. Le fasi di allevamento e ingrasso degli animali sono regolati e garantiti dal consorzio. Vengono usate solo cosce di grande peso. Viene anche chiamato prosciutto dolce in quanto viene aggiunta una bassa quantità di sale durante la lavorazione. La salatura è accompagnata da un breve periodo di riposo in celle frigorifere e seguita dall'applicazione di un grasso pregiato, che prende il nome di sugna, ricavata dal maiale. Questo garantisce una lenta asciugatura, così che il produttore può stagionare la coscia per lungo tempo (minimo 12 mesi), aggiungendo poco sale. A stagionatura completata, il prodotto dovrebbe uscire sul mercato tra i 7 kg e gli 8 kg, mentre il prodotto con osso dovrebbe pesare tra i 9,5 kg e i 10,5 kg. I prosciutti di Parma con un peso che si discosta molto da quelli appena menzionati, hanno un valore commerciale inferiore.

## Zona di produzione e zona di allevamento
La zona tipica di produzione del prosciutto di Parma, cioè l'area ammessa per l'intera lavorazione del prosciutto, è indicata dal disciplinare, così come dalla legge 13/07/1990 n. 26 e prima ancora dalla la legge 4/7/1970 n. 506, ed è l'area della provincia di Parma posta a sud della via Emilia, ad almeno 5 km da essa, al di sotto dei 900 metri di altitudine e delimitata a est dal torrente Enza e a ovest dal torrente Stirone.
La maggior parte della produzione comunque si concentra attorno al paese di Langhirano e in secondo luogo a Lesignano de' Bagni, le cui economie ruotano attorno ai salumifici.
I maiali invece possono provenire da allevamenti italiani situati in Piemonte, Lombardia, Veneto, Emilia-Romagna, Toscana, Umbria, Marche, Lazio, Abruzzo e Molise.

## Ingredienti

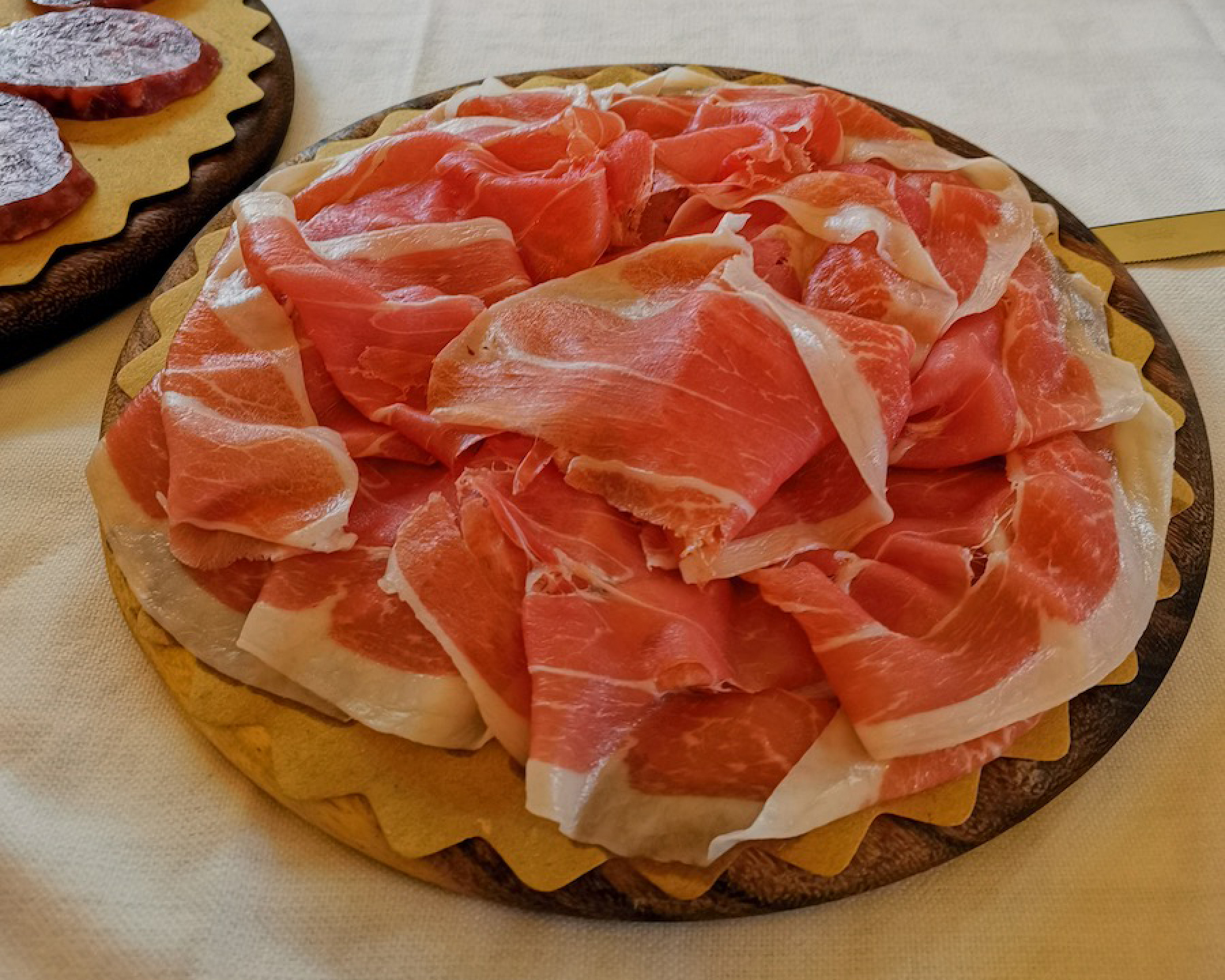
Un tagliere di prosciutto di Parma affettato

Nella produzione del prosciutto di Parma viene usato solo il sale e sono esplicitamente vietate sostanze chimiche, conservanti o altri additivi, inoltre non sono permesse né l'affumicatura né il congelamento.

## Utilizzo
Il prosciutto di Parma si presta all'abbinamento con sapori diversi. Sia con svariati formaggi, sia con frutta come il melone per antipasti o pasti leggeri, sia in preparazioni più elaborate come l'arrosto di maiale o la celebre rosa di Parma.
A seconda della stagionatura, si accompagna con diversi vini. Il prosciutto meno stagionato si abbina con un rosso giovane o un bianco fermo o frizzante (pinot, sauvignon, prosecco); il prosciutto più stagionato si accompagna a vini più intensi, come il lambrusco o la malvasia.